# Peter Neitzke
Peter Neitzke (* 21. August 1938 in Berlin; † 15. März 2015 in Zürich) war ein deutscher Architekt, Lektor und Publizist.

## Leben
Neitzke studierte Architektur an der TU Berlin, u. a. bei Oswald Mathias Ungers. Er schloss das Studium 1966 mit dem Diplom ab, war Ende der 1960er Jahre politisch aktiv als führendes Mitglied des Berliner Sozialistischen Deutschen Studentenbundes (SDS) und nach dessen Auflösung 1970 als Mitgründer der Kommunistischen Partei Deutschlands (Aufbauorganisation).
Praktische Berufserfahrungen sammelte er im Büro Kiemle, Kreidt und Partner in Düsseldorf, von 1969 bis 72 war er  wissenschaftlicher Mitarbeiter bei Peter Poelzig am Institut für Krankenhausbau der TU Berlin. Neitzke arbeitete anschließend als Lektor für Architektur und Städtebau, u. a. ab 1973 beim Vieweg Verlag, bei dem die Reihe der Bauwelt Fundamente erschien, für die er zuerst als Mitarbeiter von Ulrich Conrads, dann zusammen mit ihm als Herausgeber verantwortlich wurde. Des Weiteren war er 1992 Initiator und bis 2005 Herausgeber von Centrum. Jahrbuch für Architektur und Stadt. In den letzten Jahren seines Lebens widmete  sich Neitzke der schriftstellerischen Arbeit, sein zweiter Roman erschien kurz vor seinem Tod.
Die große Breite seines Wirkens über rund ein halbes Jahrhundert spiegelt sich in vielfältigen begrifflichen Charakterisierungen: Peter Neitzke war genauso politischer Aktivist und Kritiker wie Architekt, Schriftsteller, Herausgeber und Publizist.
Neitzke war mit der Architektin und Künstlerin Elisabeth Blum verheiratet.

## Veröffentlichungen

### Autor
- Schwarze Wände. Textem-Verlag, 2008, ISBN 978-3-938801-42-0.
- Morelli verschwindet. Hablizel-Verlag, Lohmar 2015, ISBN 978-3-941978-19-5.
- Konvention als Tarnung. Anmerkungen zur architektonischen Gegenmoderne in Deutschland. Häusser-Verlag, 1995, ISBN 3-89552-006-3.

### Herausgeber
- Begründer und Co-Herausgeber von CENTRUM. Jahrbuch Architektur und Stadt. Verlag Vieweg, Braunschweig/Wiesbaden 1992–1998, Verlag Birkhäuser, Basel Boston Berlin 1999–2000, Verlag Das Beispiel, Darmstadt 2001–2005.
- (mit Ulrich Conrads): Bauwelt Fundamente: Buchreihe zu Geschichte und Theorie von Architektur und Städtebau. Verlag Vieweg, Braunschweig/Wiesbaden 1979–2001, Verlag Birkhäuser, Basel Boston Berlin, 2001–2015.
- (mit Elisabeth Blum): Boulevard Ecke Dschungel. StadtProtokolle. Edition Nautilus, Hamburg 2002, ISBN 978-3-89401-397-4.
- (mit Elisabeth Blum): FavelaMetropolis. Berichte und Projekte aus Rio de Janeiro und São Paulo. (= Bauwelt Fundamente. Nr. 130). Birkhäuser, Basel, Boston, Berlin 2004, ISBN 3-7643-7063-7.
- (mit Elisabeth Blum): Dubai. Stadt aus dem Nichts. Ein Zwischenbericht über die derzeit grösste Baustelle der Welt. (= Bauwelt Fundamente. Nr. 143). Birkhäuser, Basel, Boston, Berlin 2009, ISBN 978-3-7643-9952-8.
- (mit Martin Weinmann): Konzentrationslager. Dokument F321 für den Internationalen Militärgerichtshof Nürnberg. Durchgesehen, erläutert und mit einem Nachwort versehen von Peter Neitzke und Martin Weinmann. Zweitausendeins, Frankfurt a. M. 1988.

### Filmische Kooperationen
- Ihre Zeitungen.[7] Spielfilm / 16 mm / schwarz-weiss; Produktionsland: Deutschland 1967, 17 Minuten; Produktionsfirma: Deutsche Film- und Fernsehakademie Berlin GmbH; Regie / Schnitt: Harun Farocki; Kamera: Skip Norman; Ton: Ulrich Knaudt; Darsteller: Harun Farocki, Urs Müller-Plantenberg, Amrei Neitzke, Peter Neitzke, Christian Semler, Helke Sander, Christiane Schily.
- Ein Kind, die Wörter, die Welt. Versuch über Sartre.[8] Kategorie: TV-Essay, WDR, 1982, 60 Minuten; Regie / Drehbuch: Burkhard Steger und Peter Neitzke; Schauspieler: Hanns Zischler.
- Angst – Eine Hotelgeschichte.[9] Kategorie: Dokumentarfilm, Hessisches Fernsehen, 1985, 70 Minuten; Drehbuch: Burkhard Steger und Peter Neitzke; Regie: Burkhard Steger.
- Eines Freundes guter Traum.[10] Kategorie: Drama, Fernsehspiel, ZDF, 1985, 90 Minuten; Land: BRD; Drehbuch und Regie: Burkhard Steger und Peter Neitzke; Schauspieler: Daniele Legler, Jean-Luc Bideau, Roberto Widmer, Luciano Simioni, Carmen Eckhardt, Hannes Hellmann u. a.